# 姬透目天蠶蛾
姬透目天蠶蛾（学名：Antheraea pernyi）即柞蚕，为天蠶蛾科目天蠶蛾屬下的一个种。可产柞蚕丝。喜食壳斗科植物的树叶，特别是栎属及栗属的植物。